# Humberto de Almeida
Humberto de Almeida foi um político brasileiro do estado de Minas Gerais. Foi deputado estadual de Minas Gerais por duas legislaturas consecutivas, na 8ª e 9ª legislatura (1975 - 1983), eleito pela ARENA